# 이리디아 살라사르
이리디아 살라사르 블랑코(스페인어: Iridia Salazar Blanco, 1982년 6월 14일 ~ )는 2004년 올림픽에서 동메달을 획득한 멕시코의 전 태권도 선수이다.